# Conringia
Conringie
Genre
Conringia, la Conringie, est un genre de plantes à fleurs de la famille des Brassicaceae.

## Description

### Appareil végétatif

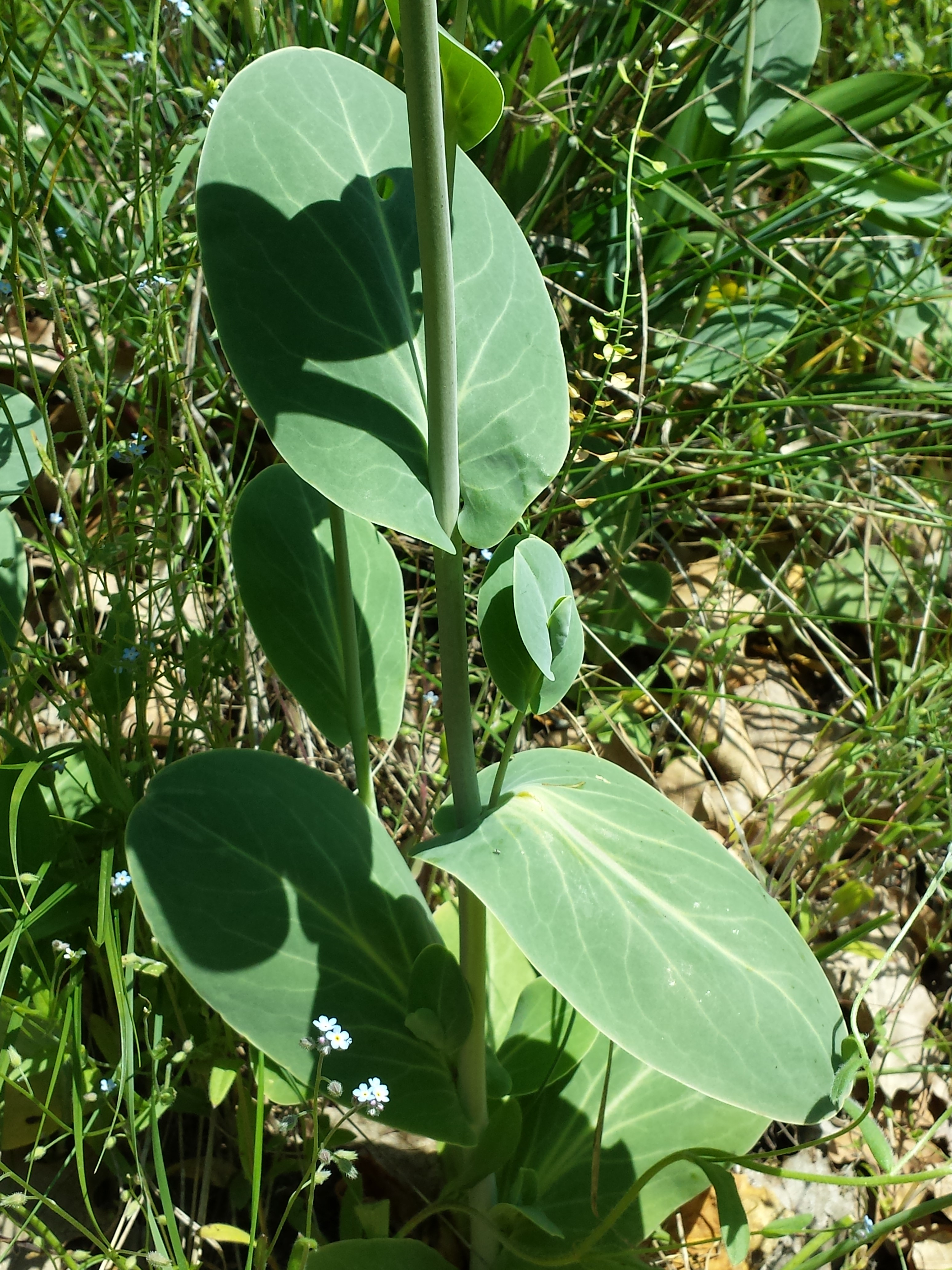
Tige et feuilles de Conringia austriaca.

Ce sont des herbacées annuelles ou rarement bisannuelles, généralement glabres partout, souvent glauques. Les trichomes sont absents ou rarement présents, sous forme de minuscules papilles sur les pédicelles. Les tiges sont dressées, simples. Les feuilles basales sont subsessiles, subcharnues, non rosulées, simples, entières. Les feuilles caulinaires sont sessiles, cordées-amplexicaules ou rarement auriculées à la base, entières.

### Appareil reproducteur

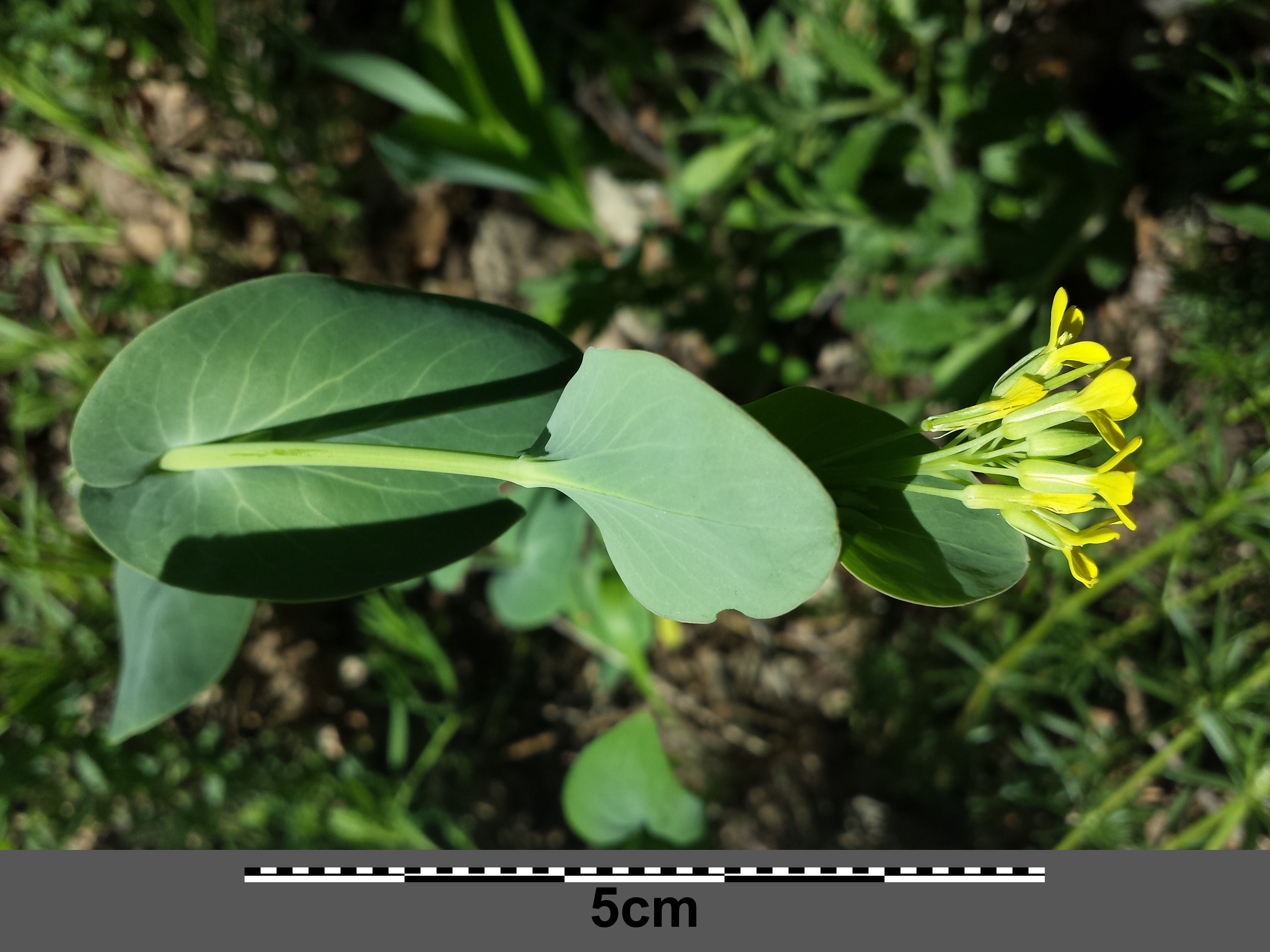
Tige fleurie de Conringia austriaca.

Les inflorescences sont des racèmes ébractés, allongés en fruit. Les pédicelles fructifères sont grêles ou épais et aussi larges que le fruit, dressés ou divariqués. Les sépales sont oblongs ou linéaires, dressés ou ascendants, la base de la paire latérale non saccée ou fortement saccée. Les pétales sont jaunes ou blancs, rarement avec des nervures pourpres, plus longs que les sépales ; le limbe est obovale, oblong ou oblancéolé, l'apex obtus ; l'onglet est quelque peu différencié du limbe. Il y a six étamines, tétradynames ; les filets sont non dilatés à la base ; les anthères sont étroitement oblongues, obtuses à l'apex. Il y a deux glandes nectarifères, latérales, semi-annulaires, rarement une seule et confluentes ; les glandes médianes sont absentes ou rarement présentes. Les ovaires contiennent chacun entre dix et cinquante ovules.

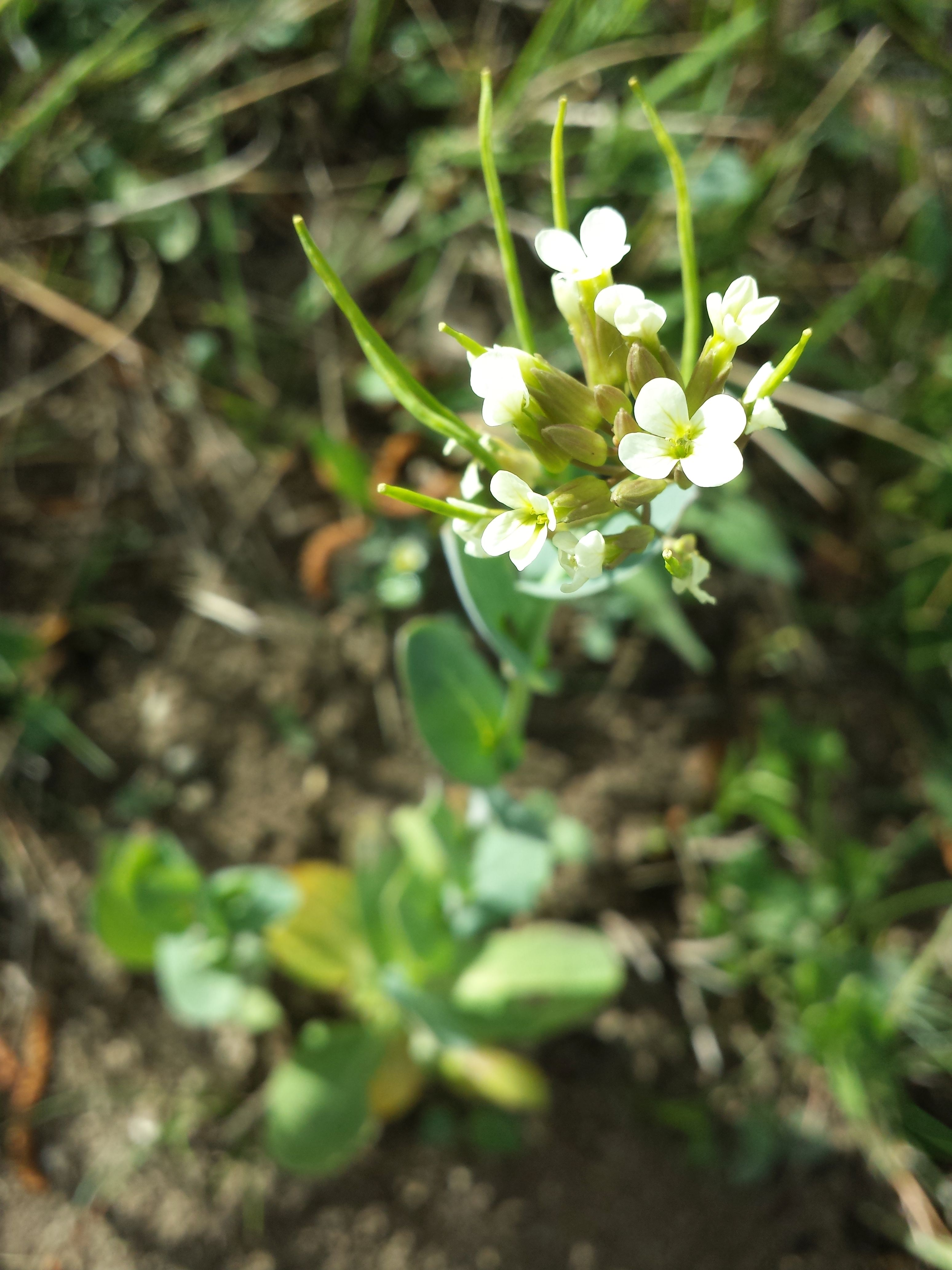
Fleurs et siliques de Conringia orientalis.

Les fruits sont des siliques déhiscentes, linéaires, cylindriques, à quatre ou huit angles, ou latiseptées ; les valves sont sans nervures ou à nervures proéminentes, lisses ou toruleuses ; le replum est arrondi ; le septum est complet ; le style mesure jusqu'à 1,5 mm ; le stigmate est capité, entier ou décurrent à deux lobes. Les graines sont unisériées, sans ailes, oblongues ou eliptiques, dodues ; le tégument est réticulé, mucilagineux ou non lorsqu'il est mouillé ; les cotylédons sont incombants ou rarement subcondupliqués.

## Répartition
Le genre est originaire d'Afrique du Nord, d'Europe de l'Est, du Moyen-Orient et d'Asie centrale. Il s'est naturalisé en Amérique du Nord, en Australie, dans le reste de l'Europe, en Russie et en Extrême-Orient.

## Systématique
Le nom correct complet (avec auteur) de ce taxon est Conringia Heist. ex Fabr., publié en 1759 par Philipp Conrad Fabricius reprenant les travaux de Lorenz Heister. Conringia perfoliata (Crantz) Link est l'espèce type, désignée comme telle par Maire en 1967.
Ce genre porte en français le nom normalisé de « Conringie »,.

### Synonymes
Conringia a pour synonymes, :
- Goniolobium Beck, 1890
- Gorinkia J.Presl & C.Presl, 1819

### Liste des espèces
Selon Plants of the World online (POWO) (19 janvier 2025) :
- Conringia austriaca (Jacq.) Sweet
- Conringia grandiflora Boiss. & Heldr.
- Conringia orientalis (L.) C.Presl

Selon la World Flora Online (WFO) (19 janvier 2025) :
- Conringia austriaca (Jacq.) Sweet
- Conringia clavata Boiss.
- Conringia grandiflora Boiss. & Heldr.
- Conringia orientalis (L.) Dumort.
- Conringia persica Boiss.
- Conringia planisiliqua Fisch. & C.A.Mey.

Selon Tropicos (19 janvier 2025) (liste contenant des synonymes) :
- Conringia alpina (L.) Link, 1822
- Conringia austriaca Sweet
- Conringia clavata Boiss., 1842
- Conringia grandiflora Boiss. & Heldr., 1849
- Conringia nana Boiss., 1856
- Conringia orientalis (L.) C. Presl, 1826
- Conringia perfoliata N. Busch, 1939
- Conringia perfoliata (Crantz) Link, 1822
- Conringia perfoliata Busch
- Conringia persica Boiss., 1845 [1846]
- Conringia planisiliqua Fisch. & C.A. Mey., 1837
- Conringia thaliana Rchb., 1838
- Conringia turritoides Bubani, 1901